# Tribunal de los mariscales de Francia
El tribunal de los mariscales de Francia, o tribunal del punto de honor, fue instituido por Luis XIV para acabar con los duelos.
En cada bailaje y senescalía se creó un puesto de teniente de los mariscales de Francia, "para conocer y juzgar las diferencias surgidas entre los caballeros, u otros que hacen profesión de armas, ya sea a causa de cosas, de derechos honoríficos de las iglesias, preeminencias de los feudos y señoríos, u otras disputas mezcladas al punto de honor..." Su principal papel es el de la conciliación.
Si esta conciliación no tenía éxito, el asunto iba hasta París al tribunal de los mariscales de Francia que se reunía en casa del más antiguo de ellos.    
Era necesario probar al menos cuatro grados de nobleza para poder ejercer este puesto.
Los documentos de este tribunal son bastante escasos.